# La Bisbal d'Empordà
La Bisbal d'Empordà è un comune spagnolo di 10 385 abitanti situato nella comunità autonoma  della Catalogna, in provincia di Girona presso il fiume Daró a 29 km da Gerona alla base delle montagne retrostanti la Costa Brava. È la capitale della comarca Baix Empordà ed è un importante centro di produzione e commercializzazione della ceramica di tutti i tipi.
La sua economia si basa appunto sulla ceramica e sull'agricoltura.

## Storia
I primi abitanti della zona furono popoli Iberici cui seguirono i Romani che chiamarono Fontanetum una località identificata con La Bisbal odierna. Si chiamò in seguito Fontanet in catalano.
La Catalogna fu una delle prime zone della Spagna a convertirsi al Cristianesimo già agli inizi del IV secolo, non vi furono pertanto grandi problemi quando agli inizi del V secolo il territorio fu invaso dai Visigoti provenienti dalla Gallia e già cristianizzati che favorirono lo stabilirsi del dominio ecclesiastico dei vescovi.
I nobili catalani non opposero resistenza all'avanzata dei Musulmani nei primi anni dell'VIII secolo salvo poi a ribellarsi al dominio arabo nel 785 e a consegnare il territorio di Girona a Carlo Magno che fece della Catalogna la Marca Hispanica. La nascita di La Bisbal dov'è attualmente è databile al 901 quando venne iniziata la costruzione della chiesa di Santa Maria di Bisbal (l'attuale chiesa barocca è del XVII secolo). In questo periodo la città era governata dal vescovo di Girona e il toponimo Bisbal deriva da Bisbe, vocabolo catalano per vescovo.
Al 1511 risalgono le prime notizie intorno all'attività artigiana di produzione di ceramiche che diventò nei primi anni del XVIII secolo la principale attività della popolazione oltre all'agricoltura.
Nel 1789 la città ospitò diverse famiglie francesi che fuggivano dalla Rivoluzione e che vi si stanziarono definitivamente. Durante la guerra d'indipendenza fu teatro di diversi scontri fra truppe francesi e spagnole. Nel 1874 durante la guerra di successione spagnola fu occupata dai Carlisti e subì diversi danni.

### Simboli
Lo stemma del comune si blasona:
Adottato ufficialmente il 18 settembre 1992.
La croce trifogliata è il simbolo tradizionale della città, probabilmente con riferimento ai vescovi di Gerona, che furono proprietari di La Bisbal (che significa letteralmente "la [città] episcopale" in catalano).

## Monumenti e luoghi d'interesse

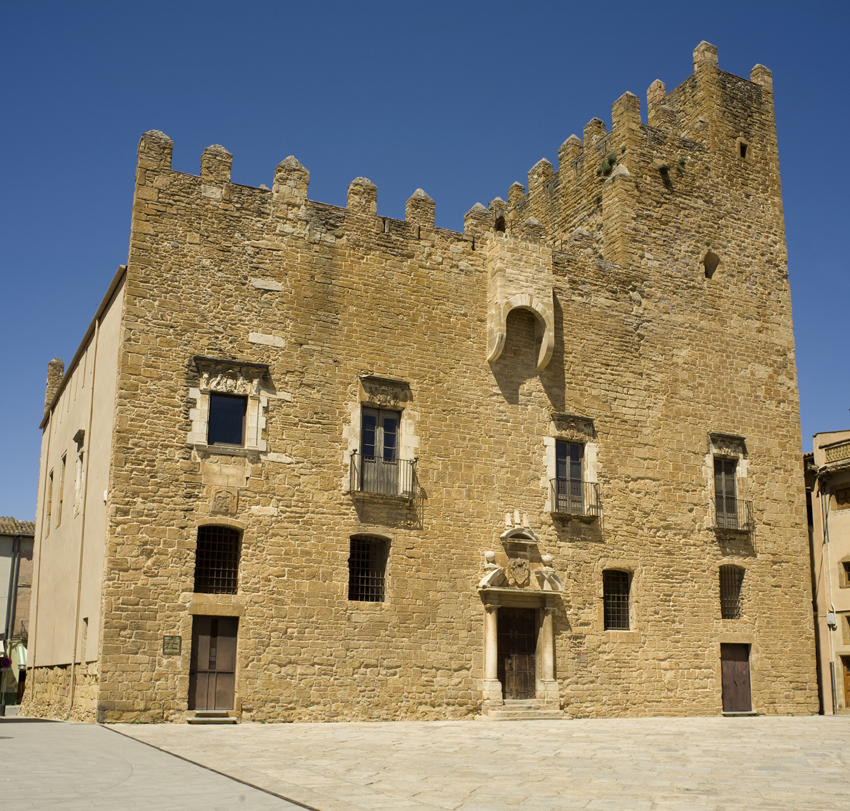
Palazzo episcopale

- Palazzo del vescovo di Gerona, romanico del XV secolo, che occupa buona parte del centro storico. Oggi ospita archivi storici.
- Chiesa di Santa Maria di Bisbal, barocca del XVIII secolo costruita al posto di un'antica chiesa del 901.

### Dintorni
A 13 km Peratallada, piccolo paese medioevale perfettamente conservato con cinta muraria, torri, palazzi dei signori e la chiesa romanica di Sant Esteve.
A 27 km Ullastret, con le rovine di una città iberica.

## Cultura

### Feste
La Festa Mayor si disputa dal 13 al 18 agosto con diverse manifestazioni.
La Fira de ceramica è insieme una fiera e una festa.
Altre feste sono quelle di San  Giorgio (Sant Jordi) il 23 aprile, di Santa Lucia l'11-12 dicembre e in giugno l'Aplec de la sardana.
La Bisbal è uno dei centri più famosi fra quelli che promuovono e coltivano la danza tipica catalana detta sardana, cui si attribuiscono origini greche. Si tratta di un ballo in tondo molto lento accompagnato dalla musica di strumenti a fiato.